# Херонея
Херонея (дав.-гр. Χαιρώνεια, лат. Chaironeia) — стародавнє місто в Беотії (Центральна Греція), батьківщина давньогрецького філософа Плутарха. На початок 2020-х селище в дімі Левадія. Розташоване за 132 км від Афін.

## Давня історія
За переказами, місто під назвою Арна було засновано Аполлоном на скелястому березі між річкою Кефісс і горою Фуріон (дав.-гр. Θουρίου). Пізніше син Аполлона Херон перейменував місто на Херон.
Перша згадка Арна/Херонеї знаходиться в «Іліаді» Гомера: «Арн, виноградом рясний».

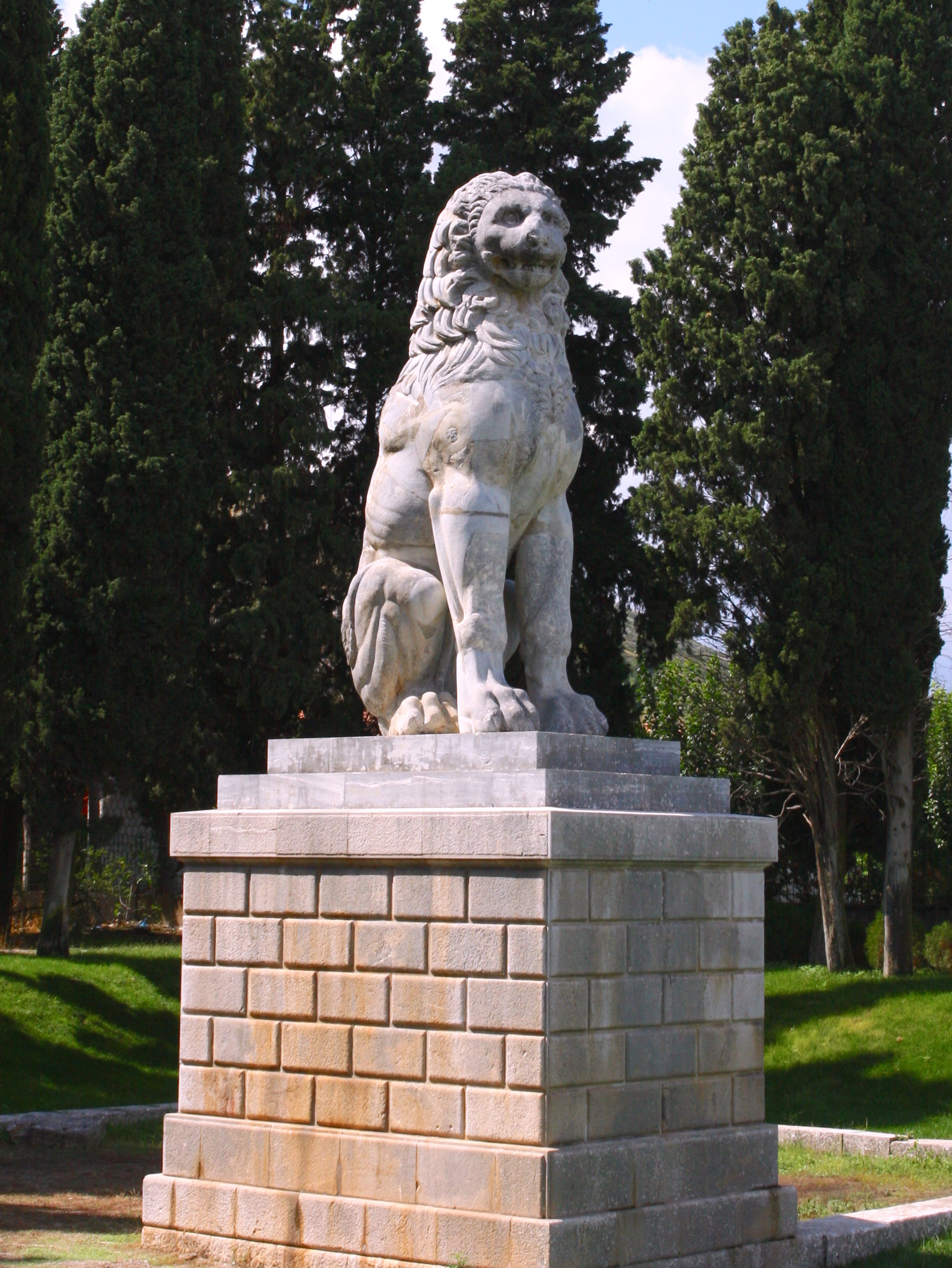
Мармуровий лев на місці битви 338 р. до н. е.

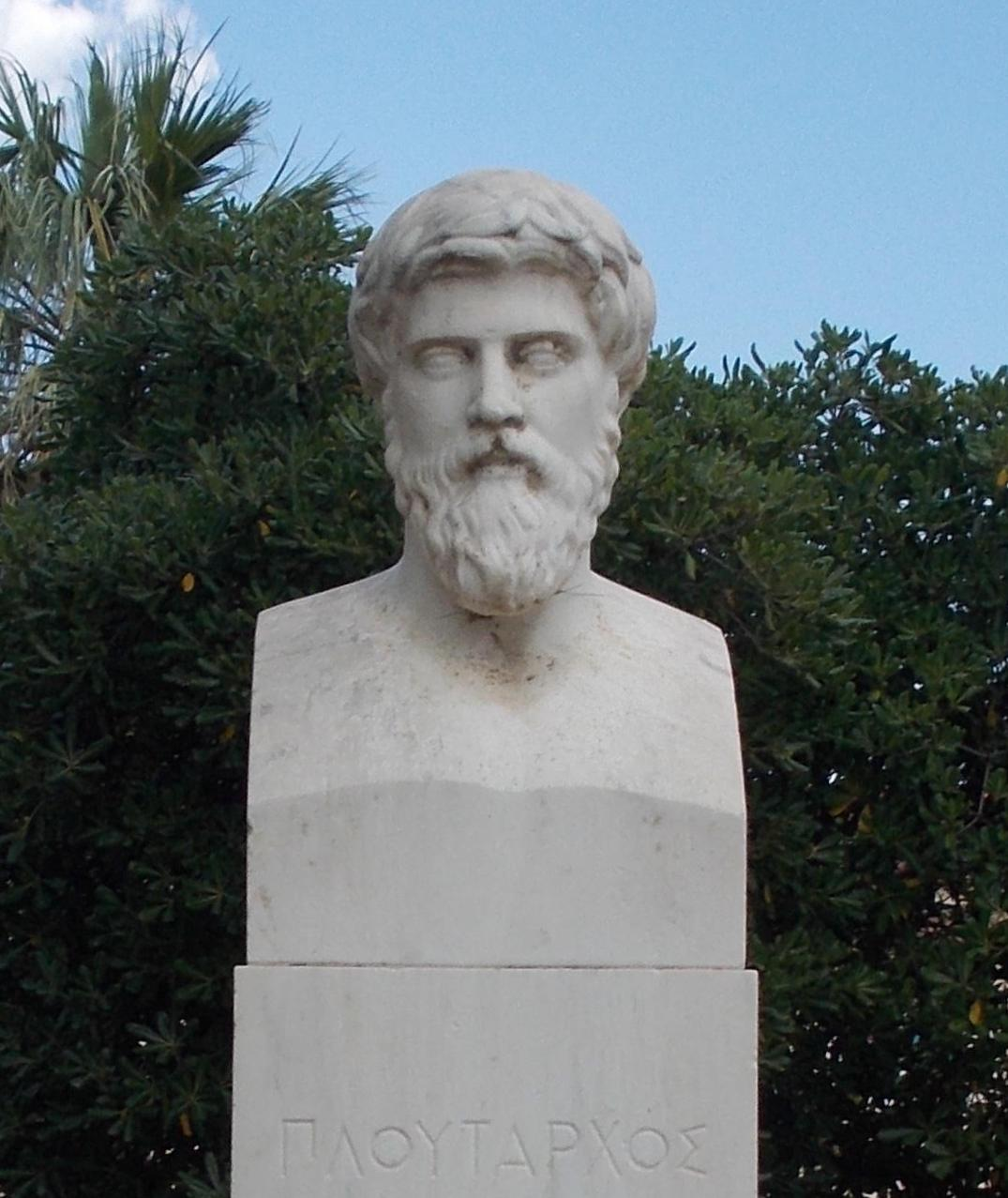
Бюст Плутарха.

У V столітті до н.е. перебував у залежності від Орхомена, пізніше потрапив під владу Фів. Після 424 року до н. е. домігся незалежності. Досяг багатства і процвітання в IV столітті до н. е.., коли карбував власну мідну і срібну монету (із написом «ΧΑΙ» або «ΧΑΙΡΩΝΕ»). Славився виробництвом ароматних олій.
Біля Херонеї відбулося кілька важливих для історії Стародавньої Греції битв:
- Бій 338 року до н. е .. , в ході якого македонський цар Філіп II розбив об'єднану армію грецьких міст-держав. Над могилою фіванців, полеглих у битві, було поставлено мармуровий пам'ятник — сидить лев, що зберігся до нашого часу[4].
- Бій 86 року до н. е .. , в ході якого римський консул Сулла розгромив Архелая, полководця понтійського царя Мітрідата VI.

В 551 р. місто було зруйноване землетрусом. Руїни міста є туристичним об'єктом.

## Сучасна історія
Селище, що виникло на руїнах міста, до 1916 року носив назву Капрена (грец. Κάπραινα). В 1835 році з Капрени та найближчих сіл було створено дим (міську громаду) Капрена, що існувала до 1912 року. Після скасування диму Капрене була утворена кінотіта (сільська громада, грец. κοινότητα). В 1916 році селище і кінотіта були перейменовані в історичну назву Херонея.
В 1994 році був утворений новий дім Херонея, в 1999 році розширений за рахунок приєднання сусідніх кинотит. У 2001 році в дімі Херонея налічувалося 2 218 жителів. Під час муніципальної реформи 2010-2011 років дім Херонея був скасований, а його територія увійшла до складу дім Левадія.

## Населення
Динаміка чисельності населення, чол.

## См. також
- Перша війна Мітрідатова